# Dilia Waikkarán
Dilia Waikkarán (Sucre, Venezuela, 13 de diciembre de 1936) es una locutora y actriz venezolana de televisión, doblaje, teatro y cine. Es hermana del también actor Frank Maneiro. Participó en múltiples exitosas telenovelas y películas de alto renombre, así como también tuvo participación en los shows de humor: El Show de Joselo y Radio Rochela.

## Biografía
Nació en Río verde en el estado sucre, desde joven se intereso en el medio artístico, amante de la literatura y llegando a trabajar como secretaria. Estudio locución junto a su hermano, Framk, iniciando en el doblaje en 1965, sus primeros papeles en teatro y doblaje los llamaba "Bocadillos" en referencia a papeles pequeños con los cuales poco a poco fue alcanzado renombre en el gremio artístico.
Entre sus distinciones como actriz se destacan premios cono el Premio Internacional «Sol de Oro» (de América y Europa) y el Metzly de plata (ganado en México, por la interpretación de la madre del patriota y cultor español Federico García Lorca).

## Carrera
Comenzó en el mundo artístico el 19 de mayo de 1965.
Trabajó en las siguientes películas: Panchito Mandefua (1985); Aguasangre, crónica de un indulto (1987); Libertador Morales, el justiciero (2009); y Zamora: Tierra y hombres libres (2009); en la televisión actuó en, Pablo y Alicia (1969); Mi hermana gemela (1975); Rosa Campos, provinciana (1980); Elizabeth (1980); Luisana mía (1981); Leonela (1983); Bienvenida Esperanza (1983); Marisela (1984); Atrévete (1986); El desprecio (1991); Amores de fin de siglo (1995); La muchacha del circo (1998); Luisa Fernanda (1999); y Mariú (2000).
Interpretó a Manuela Sáenz, por primera vez, para la televisión francesa. Y ha presentado el monólogo Manuela Sáenz en más de 100 veces en Venezuela.

#### Telenovelas
- 1999 Mariú - Reina Auxiliadora Urdaneta
- 1999 Luisa Fernanda (telenovela) - Juanita
- 1996 Volver a vivir (telenovela) - María De Lourdes De Rodríguez "Lulú"
- 1995 Amores de fin de siglo - Lucrecia Gómez
- 1995 El desafío (telenovela) - Madame Tapara
- 1992 Kassandra - Narradora
- 1991 El desprecio (telenovela de 1991) - Elisenda Medina
- 1990 El engaño - Juliana Morris
- 1988 La muchacha del circo - Zelmira
- 1987 Selva Maria - Gioconda
- 1986 Atrévete (telenovela) - Carmela
- 1985 Adriana
- 1985 Rebeca (telenovela de 1985)
- 1984 Azucena (telenovela) - Ornela Mirabal
- 1983 Marisela (telenovela) - Doña Antonieta Andrade
- 1983 Chao Cristina - Dilia
- 1983 Leonela - Pola Mendoza
- 1982 De su misma sangre - Micaela
- 1982 Kapricho S.A.
- 1982 La noche de las ratas
- 1982 Los Crimimales
- 1987 Luz Marina - Candida
- 1981 Marielena (telenovela de 1981)
- 1981 Rosalinda - Candida
- 1981 La hija de nadie - Gina, la mujer del velo
- 1981 Elizabeth (telenovela)
- 1981 Luisana mía - Rosina Iñigo
- 1980 Natalia de 8 a 9 - Doña Esperanza
- 1980 Rosa Campos, provinciana - Margarita de Bruzón
- 1979 Ifigenia - María Antonieta Alonso
- 1979 Los habitantes
- 1977 Stella
- 1976 Ana Isabel, una niña decente
- 1976 Marianela
- 1976 Páez, el Centauro del Llano
- 1975 La señorita Elena - La carcelera
- 1975 Mi hermana gemela - Palmira
- 1972 Mily - Misia
- 1971 Cuando se quiere ser Feliz
- 1971 La Inolvidable
- 1971 Simplemente María (telenovela de 1971) - Madre Superiora del Convento
- 1969 Pablo y Alicia
- 1968 María Mercé, La Chinita - Corito
- 1967 Los ojos que vigilan
- 1966 Renzo, el gitano
- 1966 Cantando nace el amor

### Cine
- 2009 Libertador Morales, el justiciero - Doña Luisa
- 2009 Zamora, tierra y hombres libres -
- 1987 Aguasangre, crónica de un indulto - Josefina
- 1985 Panchito Mandefua